# 宝昌路
宝昌路是中華人民共和國上海市靜安區一條西北-東南走向的道路。道路西北起自中山北路以北，東南至虬江路。道路全长1508米，宽11米至13.4米，车行道宽5.9米至8.4米。道路於清朝宣统三年（1911年）開始修建。